# Fraisse-sur-Agout
 Fraisse-sur-Agout  (en occitano Fraisse d'Agot) es una población y comuna francesa, situada en la región de Languedoc-Rosellón, departamento de Hérault, en el distrito de Béziers y en el cantón de La Salvetat-sur-Agout.

## Demografía
| 356 | 294 | 270 | 266 | 249 | 322 |
| Para los censos de 1962 a 1999 la población legal corresponde a la población sin duplicidades (Fuente: INSEE [Consultar]) |     |     |     |     |     |

## Sitios

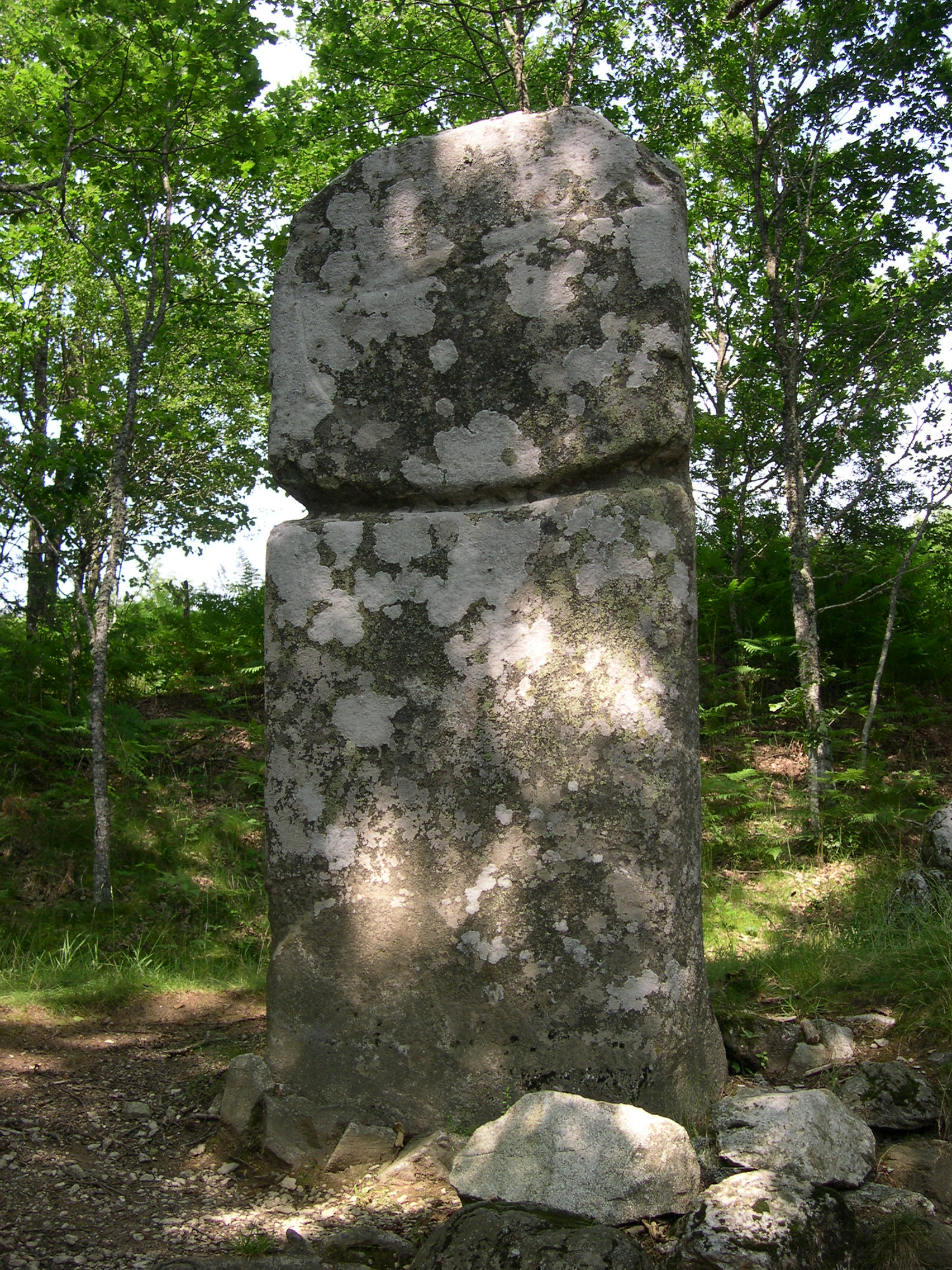
menhir de Picarel.

- Menhir de Picarel